# Timeless (álbum de Meghan Trainor)
Timeless é o sexto álbum de estúdio da cantora e compositora americana Meghan Trainor, lançado em 7 de junho de 2024 pela Epic Records. O projeto conta com colaborações de produtores como Federico Vindver, Gian Stone, Grant Boutin e Jason Evigan, além de participações especiais de T-Pain, Lawrence e Niecy Nash. Musicalmente, o álbum mistura doo-wop e bubblegum pop com batidas de clube, incorporando influências de dance-pop e R&B. A temática gira em torno do autoempoderamento, da Empoderamento feminino e do fortalecimento do diálogo interno positivo, refletindo a influência da família de Trainor, sua experiência na maternidade e sua trajetória na indústria musical.
Para divulgar Timeless, Meghan Trainor fez diversas aparições públicas e se apresentou em programas de TV como Today e The Tonight Show Starring Jimmy Fallon. Após o lançamento, ela iniciou The Timeless Tour (2024), sua primeira turnê em mais de sete anos. O álbum foi promovido por três singles: Been Like This (com participação de T-Pain), To the Moon e Whoops.
A recepção da crítica destacou como Timeless intensificou a fusão de gêneros presentes nos trabalhos anteriores de Trainor. Comercialmente, o álbum estreou na 27ª posição da Billboard 200, registrando sua melhor semana de vendas desde 2020. No Reino Unido, alcançou o 12º lugar, enquanto na Austrália chegou à 23ª posição. A edição deluxe de Timeless, lançada em 16 de agosto de 2024, contou com o single Criminals como destaque.

## Antecedentes
A popularidade de Meghan Trainor diminuiu antes do lançamento de seu terceiro álbum de estúdio por uma grande gravadora, Treat Myself (2020), que teve promoção limitada ao vivo devido aos bloqueios da COVID-19. No entanto, em 2021, sua canção de 2014, Title, viralizou no TikTok, levando-a a anunciar seu retorno ao som doo-wop característico de seu álbum de estreia em seu quinto disco. O TikTok teve um papel essencial em sua reinvenção artística, influenciando diretamente seu processo criativo. Trainor passou a compor músicas que ressoassem com a audiência da plataforma e ganhou ainda mais popularidade ao compartilhar vídeos frequentes ao lado do influenciador Chris Olsen. Seu álbum Takin' It Back (2022) refletiu essa nova fase e incluiu o single Made You Look, que se tornou um fenômeno viral no TikTok.A canção marcou seu primeiro retorno ao top 40 da Billboard Hot 100 desde 2016 e alcançou o top 10 em diversos países.

## Gravação e produção

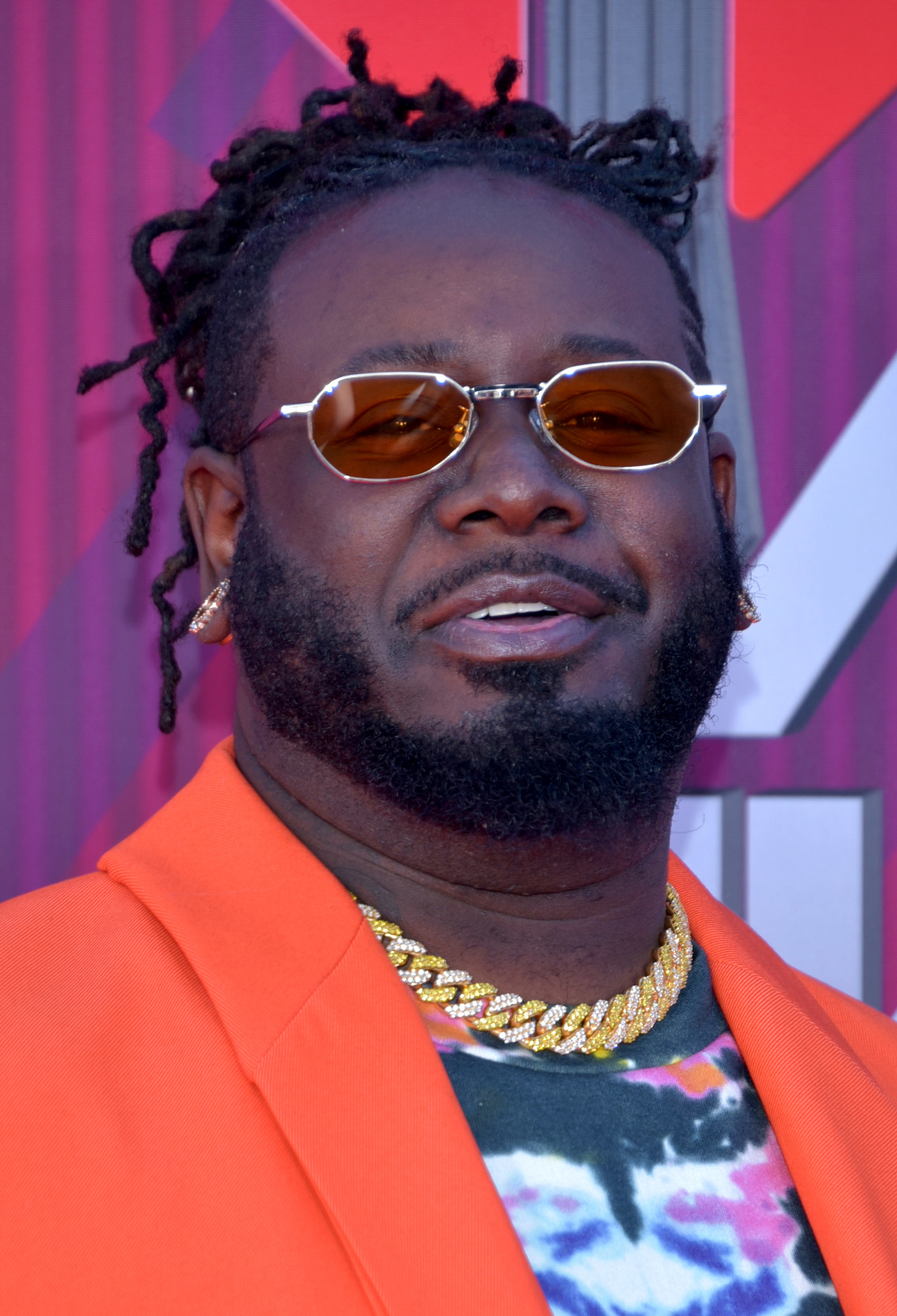
T-Pain (fotografado em 2019) aparece em duas canções de Timeless.

Em março de 2023, Meghan Trainor recebeu o produtor Gian Stone em um episódio de seu podcast Workin' on It, onde revelou que ainda tinha um álbum restante em seu contrato com a Epic Records. Na época, ela estava considerando a possibilidade de gravar músicas country para esse projeto. A primeira faixa de Timeless a ser escrita foi Doin' It All for You, que surgiu sem a intenção inicial de compor um álbum completo. Pouco tempo depois, Trainor escreveu Forget How to Love ao lado de seus irmãos e de Scott Hoying, apenas 10 dias após dar à luz seu segundo filho, nascido em 1º de julho de 2023.
A música "Whoops" foi inspirada no trabalho do rapper americano Jack Harlow, pois Trainor imaginou como seria uma colaboração entre eles. Depois de escrever várias canções sobre autoconfiança para o álbum, Trainor sentiu que estava sem inspiração. Seu empresário então enviou a ela um discurso da atriz Niecy Nash, que a estimulou criativamente e inspirou "I Wanna Thank Me", faixa que conta com a participação de Nash. Trainor apresentou essa música para sua gravadora junto com "Been Like This", "To the Moon", "Forget How to Love" e "Whoops". Segundo a cantora, a recepção foi positiva, e a gravadora a incentivou a finalizar rapidamente o restante do álbum. Ela trabalhou com produtores como Federico Vindver, Gian Stone, Grant Boutin, seu irmão Justin Trainor e Jason Evigan. Vindver e Stone já haviam colaborado em Takin' It Back, e o primeiro também produziu três faixas do álbum natalino A Very Trainor Christmas (2020). O álbum Timeless foi concluído em aproximadamente três meses.
Trainor era fã do cantor e rapper americano T-Pain há anos, tendo citado ele como uma de suas inspirações em uma entrevista de 2014. Em retribuição, T-Pain começou a procurar o marido de Trainor, Daryl Sabara, e seu empresário em 2023 para organizar um encontro. Trainor enviou a ele duas músicas, sugerindo que ele participasse, mas não recebeu uma resposta imediata. Em vez disso, T-Pain a surpreendeu em sua festa de 30 anos, onde eles comeram pizza e compartilharam músicas inéditas. Na ocasião, ele revelou que havia gravado participações para ambas as faixas, "Been Like This" e "Love on Hold", que foram incluídas em Timeless.
Trainor escolheu Timeless como título do álbum para simbolizar seu desejo de viver para sempre por seus filhos: "Eu quero viver. Tipo, 'Uau. Somos tão sortudos, estamos aqui. Temos todo esse tempo juntos'". Ela descreveu o álbum como uma coleção de "músicas pop de autoajuda" e "canções realmente emocionantes". Seu objetivo era trazer felicidade aos ouvintes: "Se eles estiverem se sentindo mal consigo mesmos, espero que minha música possa mudar um pouco sua energia e pensamentos internos, fazendo-os se sentir um pouco melhor [...] Espero estar fazendo as pessoas dançarem e se sentirem felizes." Na declaração oficial que acompanhou o lançamento, Trainor celebrou seus 10 anos de carreira e dedicou Timeless aos seus fãs e à sua família.